# 碧域
碧域（Britvic plc）是一家英國軟飲生產商，是英國最大的軟飲生產商之一。公司總部位於赫特福德郡赫默爾亨普斯特德。現已在倫敦證券交易所上市，也是富時250指數成分。

## 歷史
19世紀中期公司創立於切姆斯福德，當時叫“British Vitamin Products Company”。1938年開始生產果汁，1949年開始以碧域（Britvic）為名向市場推廣其產品。

## 產品
- Britvic 55
- Robinsons

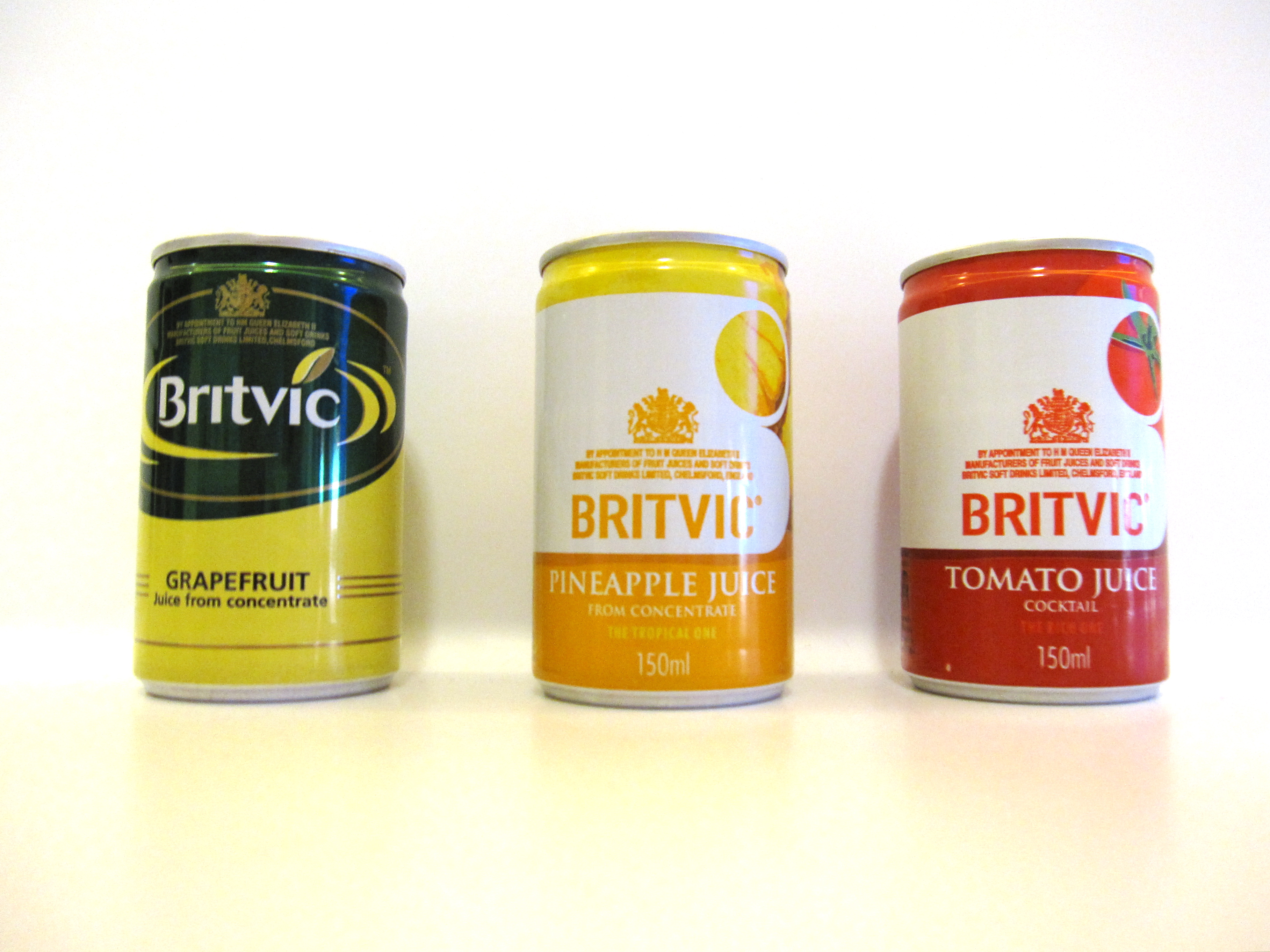
碧域生产的罐装饮料

- Tango，是碧域在英國、愛爾蘭、瑞典、挪威、匈牙利和馬耳他銷售的一種軟飲料。
- J2O

## 外部連結
- Official site （页面存档备份，存于）